# Xanthophyllum
Xanthophyllum es un género de plantas con flores perteneciente a la familia  Polygalaceae.  Comprende 167 especies descritas y de estas, solo 57 aceptadas.

## Taxonomía
El género fue descrito por William Roxburgh  y publicado en Plants of the Coast of Coromandel 3: 81. 1820.  La especie tipo es: Xanthophyllum flavescens Roxb.

## Especies aceptadas
A continuación se brinda un listado de las especies del género Xanthophyllum aceptadas hasta mayo de 2014, ordenadas alfabéticamente. Para cada una se indica el nombre binomial seguido del autor, abreviado según las convenciones y usos. 
- Xanthophyllum adenotus Miq.
- Xanthophyllum arnottianum Wight
- Xanthophyllum beccarianum Chodat
- Xanthophyllum bicolor W.J.de Wilde & Duyfjes
- Xanthophyllum borneense Miq.
- Xanthophyllum brachystachyum W.J.de Wilde & Duyfjes
- Xanthophyllum brevipes Meijden
- Xanthophyllum bullatum King
- Xanthophyllum ceraceifolium Meijden
- Xanthophyllum clovis (Steenis ex Meijden) Meijden
- Xanthophyllum contractum Meijden
- Xanthophyllum crassum W.J.de Wilde & Duyfjes
- Xanthophyllum discolor Chodat
- Xanthophyllum ecarinatum Chodat
- Xanthophyllum ellipticum Korth. ex Miq.
- Xanthophyllum ferrugineum Meijden
- Xanthophyllum flavescens Roxb.
- Xanthophyllum fragrans C.T.White
- Xanthophyllum hainanense Hu
- Xanthophyllum havilandii Chodat
- Xanthophyllum heterophyllum Meijden
- Xanthophyllum impressum Meijden
- Xanthophyllum inflatum W.J.de Wilde & Duyfjes
- Xanthophyllum ionanthum W.J.de Wilde & Duyfjes
- Xanthophyllum korthalsianum Miq.
- Xanthophyllum lineare (Meijden) W.J.de Wilde & Duyfjes
- Xanthophyllum longum W.J.de Wilde & Duyfjes
- Xanthophyllum macrophyllum Baker
- Xanthophyllum montanum Meijden
- Xanthophyllum monticolum Meijden
- Xanthophyllum neglectum Meijden
- Xanthophyllum nigricans Meijden
- Xanthophyllum nitidum W.J.de Wilde & Duyfjes
- Xanthophyllum obscurum A.W.Benn.
- Xanthophyllum octandrum (F.Muell.) Domin
- Xanthophyllum oliganthum C.Y. Wu
- Xanthophyllum ovatifolium Chodat
- Xanthophyllum pachycarpon W.J.de Wilde & Duyfjes
- Xanthophyllum parvifolium Meijden
- Xanthophyllum pauciflorum Meijden
- Xanthophyllum pedicellatum Meijden
- Xanthophyllum penibukanense Heine
- Xanthophyllum petiolatum Meijden
- Xanthophyllum pseudoadenotus Meijden
- Xanthophyllum pubescens Meijden
- Xanthophyllum pulchrum King
- Xanthophyllum purpureum Ridl.
- Xanthophyllum ramiflorum Meijden
- Xanthophyllum rectum W.J.de Wilde & Duyfjes
- Xanthophyllum reflexum Meijden
- Xanthophyllum resupinatum Meijden
- Xanthophyllum reticulatum Chodat
- Xanthophyllum rheophilum W.J.de Wilde & Duyfjes
- Xanthophyllum rufum A.W.Benn.
- Xanthophyllum schizocarpon Chodat
- Xanthophyllum stipitatum A.W.Benn.
- Xanthophyllum subcoriaceum (Chodat) Meijden
- Xanthophyllum sulphureum King
- Xanthophyllum tardicrescens Meijden
- Xanthophyllum tenue Chodat
- Xanthophyllum trichocladum Chodat
- Xanthophyllum velutinum Chodat
- Xanthophyllum virens Roxb.
- Xanthophyllum vitellinum (Blume) D.Dietr.
- Xanthophyllum yunnanense C.Y. Wu